# Natałka Sobkowycz
Natałka Sobkowycz (ukr. Наталка Собкович), właśc. Natalija Hryhoriwna Sobkowycz (ukr. Наталія Григорівна Собкович; ur. 18 maja 1968 w Wiśniowcu) – ukraińska malarka i krytyk sztuki. Laureat Tarnopolskiej Nagrody Obwodowej im. Wołodymyra Hnatiuka (2015).

## Biografia
Ukończyła Wydział Tkactwa Artystycznego Wyższej Szkoły Sztuki Użytkowej w Wyżnicie (1987) oraz Wydział Teorii i Historii Sztuki Ukraińskiej Akademii Sztuk Pięknych (1997). Pracowała jako nauczyciel w Tarnopolskiej Dziecięcej Szkole Artystycznej (1990–1996), główny kustosz funduszy Tarnopolskiego Obwodowego Muzeum Sztuki (1996–2003), nauczyciel teorii sztuk pięknych na Wydziale Wzornictwa Tarnopolskiego Koledżu Spółdzielczego i na Wydziale Teatralnym Tarnopolskiego Koledżu Muzycznego; od 2003 roku – główny specjalista Wydziału Kultury (obecnie Wydział Kultury i Turystyki) Tarnopolskiej Obwodowej Administracji Państwowej.
Od 1975 r. mieszka we wsi Biała w rejonie tarnopolskim.

## Kreatywność
Malarka zajmuje się gobelinem, batikiem, malarstwem i grafiką. Jest badaczką twórczości ukraińsko-amerykańskiego artysty Jakowa Hnizdowskiego i dziedzictwa sztuk pięknych Bohdana Łepkiego, współczesnych artystów regionu Tarnopola. Prace artysty znajdują się w muzeach i kolekcjach prywatnych na Ukrainie, w Polsce, USA i Bułgarii.
Wystawy indywidualne w Tarnopolu (1998, 2006, 2012, 2015), Brzeżanach (2005, 2012), Krzemiencu (2006, 2015), Zbarażu (2007), Kopyczyńcach (2007, 2015), Przemyślu (2009, Polska), Poczajowie (2015), Stawiskach (2016, Polska) i in. Uczestnik plenerów artystycznych i wystaw poplenerowych (od 2006).
Autorka badań naukowych, popularnych publikacji na temat sztuki, projektowania, ilustracji, kompilatorka publikacji „Wże nikoly poezij” O. Leszczyszyna (2009), „Kazky” B. Łepkyi (2012), „Kazky Ternowoho polia” (2017). Wydała album z własnymi pracami „Tkactwo. Batyk” (2006).
Autor artykułów wstępnych, projektant i kompilator publikacji: „Grafika Jakowa Hnizdowskiego w zbiorach muzeów obwodu tarnopolskiego” (2015), Katalog wystawy z okazji 100-lecia ukraińsko-amerykańskiego malarza Jakowa Hnizdowskiego w Domu Amerykańskim w Kijowie (2015), Katalog wystawy z okazji 100-lecia ukraińsko-amerykańskiego artysty Jakowa Hnizdowskiego (Lwów-Czerniowce-Kijów-Połtawa-Czerkasy-Dniepropietrowsk, 2015), „Dziedzictwo sztuk pięknych Bohdana Łepkiego” (2015), indeks bibliograficzny „Jakow Hnizdowski” (2015).